# 組織プラスミノーゲン活性化因子
組織プラスミノーゲン活性化因子（tissue plasminogen activator：略称 t-PA または PLAT）は、線溶系に関与するセリンプロテアーゼの1種（EC 3.4.21.68）である。ウロキナーゼ（uPA）と同じく、プラスミノーゲンを活性化することでフィブリンを分解させ、血栓溶解薬として塞栓症および血栓性疾患（心筋梗塞・脳梗塞）の治療に使われる。組み換え型t-PA（rt-PA）も用いられている。
血管内皮細胞から分泌される。ウロキナーゼと同様に、1本鎖t-PA（前駆体）として作られ、プラスミン等により開裂されて活性の高い2本鎖t-PA（ジスルフィド結合でつながっている）となるが、1本鎖t-PAも活性を有する。プラスミノーゲンを活性化し、活性型のプラスミンを生成する。プラスミンは血栓のフィブリンを溶解するセリンプロテアーゼであり、また細胞外基質の分解にも関与する。t-PAは凝固線溶系において、1本鎖型のプラスミノーゲンを開裂し2本鎖型のプラスミンにする。このプラスミンがトロンビンを分解し血栓を溶解する。また細胞外基質の分解を通じて細胞移動やがんの転移にも関与する。

## 問題点
脳細胞は一度破壊されると再生せず、脳の血流が途絶えてしまうとその時点から脳細胞が死滅していく。そのため、t-PA製剤は発症後4.5時間以内に薬を投与しなければならない。
血栓溶解薬は全身に作用するため、脳血管以外の部位から出血する危険性がある。
t-PA静注療法は発症から4.5時間以内という厳密な時間制限や、脳神経外科医・脳神経内科医などの専門医の配置、24時間体制の画像診断設備が必要など、高度な医療行為であるため、実施できる医療機関が限られている。t-PA静注療法を実施できる医療機関には、以下のような条件が必要となる。

### 条件
- 専門医の配置

脳神経外科医や脳神経内科医などの専門医が常にいる必要がある。診断や治療の適応判断、合併症の管理に専門的な知識と経験が不可欠である。
- 画像診断体制の充実

頭部CTやMRIなどの画像診断装置が24時間体制で利用可能である必要がある。t-PAの適応判断では、脳出血の有無などを正確に判断することが求められる。
- 集中治療体制

t-PA投与後は、集中治療室（ICU）などで厳重なモニタリングと管理が必要である。出血性脳梗塞などのリスクがあるため、輸血などの対応ができる体制も必要である。
- 複数診療科の連携

脳神経外科、脳神経内科、放射線科、リハビリテーション科など、複数の診療科が密接に連携していることが重要である。
t-PA製剤自体が高価であることに加え、24時間体制で画像診断装置や集中治療室を運用するには、多大な設備投資と維持費用が必要となる。そのため、t-PA静注療法は三次救急医療機関や脳卒中専門施設など、専門的な治療体制が確立された医療機関でのみ実施される高度な医療であり、t-PA静注療法には地域格差が存在する。

## 遺伝子組換え組織プラスミノーゲン活性化因子
天然型のt-PAは半減期が短く、医薬品として用いる場合には大量長時間に投与する必要があり、非梗塞部位での出血のリスクが高い。その改善の為アミノ酸配列を変更し、半減期を延長した遺伝子組換え製剤が開発された。